# Eliana Lupo
Eliana Lupo (Salerno, 14 giugno 1961) è un'attrice, doppiatrice e direttrice del doppiaggio italiana.
È stata sposata con l'attore e doppiatore Sergio Fiorentini.

## Filmografia

### Attrice
- La buona battaglia - Don Pietro Pappagallo, regia di Gianfranco Albano (2006)

## Doppiaggio

### Film
- Ali Hillis in Partnerperfetto.com
- Rachael Stirling in Il trionfo dell'amore

### Film d'animazione
- Ortensia in Titanic - La leggenda continua
- Cenerentola in Shrek

### Televisione
- Melissa McCarthy in Una mamma per amica e Una mamma per amica: Di nuovo insieme
- Vanessa A. Williams, Kristin Davis, Brooke Langton e Anne-Marie Johnson in Melrose Place
- Evan Rachel Wood in Profiler - Intuizioni mortali (stagione 3)

### Soap opera e Telenovelas
- Kylie Tyndall e Alex Hover in Beautiful
- Aunjanue Ellis in Cuore ferito

### Serie animate
- Sarah Gilbertson ne Il postino Pat[1]
- Grignote in Papà castoro
- Amelia in Santo Bugito